# Joel Townsley Rogers
Joel Townsley Rogers (Missouri, 22 novembre 1896 – Washington, 1º ottobre 1984) è stato uno scrittore statunitense.

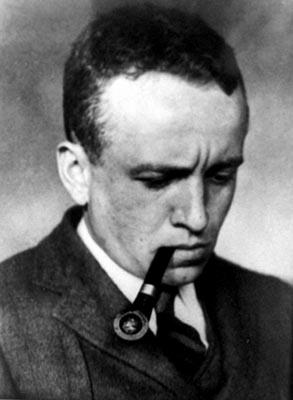

Rogers scrisse romanzi di fantascienza, avventura e gialli. Studiò all'Università Harvard. Durante la prima guerra mondiale prestò servizio in aeronautica come istruttore di volo. Dopo la guerra, iniziò a pubblicare storie, principalmente in periodici popolari.
Nel 1922 accettò di dirigere la Brentano's Book Chat, una rivista di libri di New York, ottenendo la pubblicazione del suo primo romanzo, Once in a Red Moon (1923).
Il suo romanzo più famoso è La rossa mano destra (The Red Right Hand, 1945), ristampato numerose volte in diverse edizioni. Rogers pubblicò anche centinaia di racconti brevi e alcuni romanzi di scarso successo (Lady with the Dice (1946) e The Stopped Clock (1958)).

## Opere
- Once in a Red Moon (1923)
- The Red Right Hand (1945), edito in Italia con il titolo La rossa mano destra
- Lady with the Dice (1946)
- The Stopped Clock (1958)